# Christopher Kas
Christopher Kas (* 13. Juni 1980 in Trostberg) ist ein ehemaliger deutscher Tennisspieler und heutiger -trainer.

## Karriere
Als Einzelspieler erreichte Kas, Sohn des Journalisten Karlheinz Kas, im Profitennis seine höchste Platzierung am 4. November 2002 als Nummer 224 der Weltrangliste; größere Erfolge blieben jedoch aus. Ab 2005 konzentrierte er sich daher auf das Doppel und gewann zusammen mit seinem regelmäßigen Partner Philipp Petzschner mehrere Challenger-Turniere. Bei ihrem ersten Auftritt bei einem ATP-Turnier erreichten Kas und Petzschner im Februar 2006 in Marseille auf Anhieb das Halbfinale. Im September 2008 gewann Kas mit Philipp Kohlschreiber das Doppelturnier von Stuttgart durch einen Endspielsieg über Mischa Zverev und Michael Berrer. 2009 gewann er ebenfalls mit Kohlschreiber das Rasenturnier von Halle, 2010 mit Viktor Troicki das Turnier von Bangkok. Er stand weitere 15-mal in einem Finale, so u. a. 2006 in Båstad (mit Oliver Marach) und Amersfoort (mit Lucas Arnold Ker), 2007 in Kitzbühel und Wien (jeweils mit Tomas Behrend), 2008 in Zagreb (mit Rogier Wassen) und in Basel (mit Philipp Kohlschreiber), 2009 erneut in Zagreb (wieder mit Rogier Wassen), 2010 in Stuttgart (mit Philipp Petzschner) sowie 2011 in Delray Beach (mit Alexander Peya) und in München (mit Andreas Beck). 2011 gehörte er außerdem beim Sieg Deutschlands im World Team Cup zum deutschen Team, er wurde in der Vorrunde zweimal eingesetzt. 2013 konnte er zwei weitere Turniersiege einfahren. In Doha und Kitzbühel gewann er mit Kohlschreiber sowie mit Martin Emmrich.
Sein bestes Ergebnis bei einem Grand-Slam-Turnier erreichte er 2011 mit dem Halbfinale in Wimbledon an der Seite von Peya. Darüber hinaus stand er bei den Australian Open 2012 und bei den US Open 2008 jeweils im Viertelfinale. Seine beste Platzierung im Doppel erreichte er Anfang 2012 mit Rang 17 in der Weltrangliste.
2012 nahm er an den Olympischen Spielen teil. Im Herrendoppel mit Philipp Petzschner unterlag er in der ersten Runde Nikolai Dawydenko und Michail Juschny mit 5:7, 5:7. Im Mixed trat er mit Sabine Lisicki an; sie hatten zuvor noch nie zusammengespielt und erreichten das Halbfinale, in dem sie den Briten Laura Robson und Andy Murray mit 1:6, 7:6, [7:10] unterlagen. Im Spiel um Bronze mussten sie sich anschließend ebenfalls geschlagen geben, gegen die US-Amerikaner Lisa Raymond und Mike Bryan verloren sie mit 3:6, 6:4, [4:10]. 2014 beendete Christopher Kas nach dem Turnier in Wien seine Profikarriere.
In fünf Begegnungen für die deutsche Davis-Cup-Mannschaft kam er zum Einsatz, wo er eine Bilanz von 2:5 vorweist. In der deutschen 1. Bundesliga spielte er ab 2005 für den TC Piding und trat von 2006 bis 2014 für den TC Blau-Weiss Halle an. Mit Halle wurde er in den Jahren 2006 und 2014 Deutscher Mannschaftsmeister sowie in den Jahren 2009 bis 2013 Vizemeister. 2015 trat er für den TC Großhesselohe in der 2. Tennis-Bundesliga sowie seit 2016 in der Bundesliga Herren 30 an. Seit 2016 ist er zudem Teamchef des Vereins, mit dem ihm 2018 der Aufstieg in die Bundesliga gelang.
Nach seiner aktiven Zeit war Kas auch als Tennistrainer aktiv. Zur Saison 2015 betreute er Sabine Lisicki. Die Zusammenarbeit lief bis Mai 2016. Anschließend trainierte er bis Mai 2019 Mona Barthel. Seit Oktober 2019 ist er Coach von Peter Gojowczyk. Darüber hinaus ist Kas gelegentlich auch als TV-Experte aktiv.

## Persönliches
Kas ist seit 2007 verheiratet und hat mit seiner Frau eine Tochter (* 2007) und einen Sohn (* 2011).

## Erfolge
| Legende (Anzahl der Siege)                           |
| Grand Slam                                           |
| Tennis Masters Cup ATP World Tour Finals             |
| ATP Masters Series ATP World Tour Masters 1000       |
| ATP International Series Gold ATP World Tour 500 (1) |
| ATP International Series ATP World Tour 250 (4)      |
| ATP Challenger Tour (22)                             |

| Titel nach Belag |
| Hartplatz (2)    |
| Sand (2)         |
| Rasen (1)        |

### Doppel

#### Turniersiege

##### ATP World Tour
| Nr. | Datum           | Turnier   | Belag     | Partner               | Finalgegner                    | Ergebnis |
| --- | --------------- | --------- | --------- | --------------------- | ------------------------------ | -------- |
| 1.  | 12. Juli 2008   | Stuttgart | Sand      | Philipp Kohlschreiber | Michael Berrer Mischa Zverev   | 6:3, 6:4 |
| 2.  | 14. Juni 2009   | Halle     | Rasen     | Philipp Kohlschreiber | Andreas Beck Marco Chiudinelli | 6:3, 6:4 |
| 3.  | 3. Oktober 2010 | Bangkok   | Hartplatz | Viktor Troicki        | Jürgen Melzer Jonathan Erlich  | 6:4, 6:4 |
| 4.  | 4. Januar 2013  | Doha      | Hartplatz | Philipp Kohlschreiber | Julian Knowle Filip Polášek    | 7:5, 6:4 |
| 5.  | 3. August 2013  | Kitzbühel | Sand      | Martin Emmrich        | František Čermák Lukáš Dlouhý  | 6:4, 6:3 |

##### ATP Challenger Tour
| Nr. | Datum              | Turnier              | Belag         | Partner            | Finalgegner                            | Ergebnis          |
| --- | ------------------ | -------------------- | ------------- | ------------------ | -------------------------------------- | ----------------- |
| 1.  | 7. September 2002  | Brașov               | Sand          | Herbert Wiltschnig | Rubén Ramírez Hidalgo Santiago Ventura | 5:7, 6:4, 7:5     |
| 2.  | 14. September 2002 | Sofia                | Sand          | Oliver Marach      | Ilja Kuschew Luben Pampoulov           | 7:64, 6:77, 6:2   |
| 3.  | 21. August 2004    | Mönchengladbach      | Sand          | Philipp Petzschner | Karsten Braasch Franz Stauder          | 3:6, 6:2, 7:64    |
| 4.  | 20. November 2004  | Eckental (1)         | Teppich (i)   | Philipp Petzschner | Daniele Bracciali Petr Luxa            | 6:4, 7:65         |
| 5.  | 11. Dezember 2004  | Ischgl               | Teppich (i)   | Leonardo Azzaro    | Gianluca Bazzica Massimo Dell’Acqua    | 7:5, 6:3          |
| 6.  | 21. Mai 2005       | Dresden (1)          | Sand          | Philipp Petzschner | Bart Beks Martijn van Haasteren        | 6:72, 6:2, 6:4    |
| 7.  | 8. Oktober 2005    | Mons                 | Hartplatz (i) | Philipp Petzschner | Tomáš Cibulec Tom Vanhoudt             | 7:64, 6:2         |
| 8.  | 12. November 2005  | Eckental (2)         | Teppich (i)   | Philipp Petzschner | Torsten Popp Jasper Smit               | 6:3, 7:5          |
| 9.  | 28. Januar 2006    | Heilbronn            | Teppich (i)   | Philipp Petzschner | Lukáš Dlouhý David Škoch               | 6:72, 6:3, [10:4] |
| 10. | 25. Februar 2006   | Besançon (1)         | Hartplatz (i) | Philipp Petzschner | Jean-Claude Scherrer Lovro Zovko       | 6:2, 6:2          |
| 11. | 24. Juni 2006      | Braunschweig (1)     | Sand          | Tomas Behrend      | Máximo González Sergio Roitman         | 7:65, 6:4         |
| 12. | 23. September 2006 | Stettin (1)          | Sand          | Tomas Behrend      | Tomasz Bednarek Marcin Matkowski       | 6:1, 3:6, [10:4]  |
| 13. | 24. Februar 2007   | Besançon (2)         | Hartplatz (i) | Alexander Peya     | Grégory Carraz Gilles Müller           | 6:4, 6:4          |
| 14. | 12. Mai 2007       | Dresden (2)          | Sand          | Tomas Behrend      | Jean-Baptiste Perlant Xavier Pujo      | 6:3, 6:4          |
| 15. | 23. Juni 2007      | Braunschweig (2)     | Sand          | Tomas Behrend      | Óscar Hernández Carlos Poch Gradin     | 6:0, 6:2          |
| 16. | 22. September 2007 | Stettin (2)          | Sand          | Tomas Behrend      | Juan Pablo Brzezicki Juan Pablo Guzmán | 6:0, 5:7, [10:8]  |
| 17. | 29. September 2007 | Neapel               | Sand          | Tomas Behrend      | Leonardo Azzaro Alessandro Motti       | 7:65, 6:2         |
| 18. | 17. November 2007  | Dnipro               | Hartplatz (i) | Lovro Zovko        | Rohan Bopanna Chris Haggard            | 7:65, 6:2         |
| 19. | 25. April 2009     | Rom                  | Sand          | Simon Greul        | Johan Brunström Jean-Julien Rojer      | 4:6, 7:62, [10:2] |
| 20. | 14. September 2012 | Petingen             | Hartplatz (i) | Dick Norman        | Jamie Murray André Sá                  | 2:6, 6:2, [10:8]  |
| 21. | 18. Mai 2013       | Bordeaux             | Sand          | Oliver Marach      | Nicholas Monroe Simon Stadler          | 2:6, 6:4, [10:1]  |
| 22. | 9. November 2013   | St. Ulrich in Gröden | Hartplatz (i) | Tim Pütz           | Benjamin Becker Daniele Bracciali      | 6:2, 7:5          |

#### Finalteilnahmen
| Nr. | Datum            | Turnier       | Belag         | Partner               | Finalgegner                          | Ergebnis         |
| --- | ---------------- | ------------- | ------------- | --------------------- | ------------------------------------ | ---------------- |
| 1.  | 16. Juli 2006    | Båstad        | Sand          | Oliver Marach         | Jonas Björkman Thomas Johansson      | 3:6, 6:4, [4:10] |
| 2.  | 23. Juli 2006    | Amersfoort    | Sand          | Lucas Arnold Ker      | Alberto Martín Fernando Vicente      | 4:6, 3:6         |
| 3.  | 29. Juli 2007    | Kitzbühel     | Sand          | Tomas Behrend         | Potito Starace Luis Horna            | 6:74, 6:75       |
| 4.  | 14. Oktober 2007 | Wien          | Hartplatz (i) | Tomas Behrend         | Mariusz Fyrstenberg Marcin Matkowski | 4:6, 2:6         |
| 5.  | 2. März 2008     | Zagreb (1)    | Hartplatz (i) | Rogier Wassen         | Paul Hanley Jordan Kerr              | 3:6, 6:3, [8:10] |
| 6.  | 26. Oktober 2008 | Basel         | Hartplatz (i) | Philipp Kohlschreiber | Mahesh Bhupathi Mark Knowles         | 3:6, 3:6         |
| 7.  | 8. März 2009     | Zagreb (2)    | Hartplatz     | Rogier Wassen         | Martin Damm Robert Lindstedt         | 4:6, 3:6         |
| 8.  | 18. Juli 2010    | Stuttgart     | Sand          | Philipp Petzschner    | Carlos Berlocq Eduardo Schwank       | 6:75, 6:76       |
| 9.  | 27. Februar 2011 | Delray Beach  | Hartplatz     | Alexander Peya        | Scott Lipsky Rajeev Ram              | 6:4, 4:6, [3:10] |
| 10. | 1. Mai 2011      | München       | Sand          | Andreas Beck          | Horacio Zeballos Simone Bolelli      | 6:73, 4:6        |
| 11. | 31. Juli 2011    | Gstaad        | Sand          | Alexander Peya        | Filip Polášek František Čermák       | 3:6, 6:77        |
| 12. | 28. August 2011  | Winston-Salem | Hartplatz     | Alexander Peya        | Jonathan Erlich Andy Ram             | 6:72, 4:6        |
| 13. | 6. Januar 2012   | Doha          | Hartplatz     | Philipp Kohlschreiber | Lukáš Rosol Filip Polášek            | 3:6, 4:6         |
| 14. | 14. April 2013   | Casablanca    | Sand          | Dustin Brown          | Julian Knowle Filip Polášek          | 3:6, 2:6         |
| 15. | 24. Mai 2014     | Düsseldorf    | Sand          | Martin Emmrich        | Santiago González Scott Lipsky       | 5:7, 6:4, [3:10] |

## Bilanz bei Grand-Slam-Turnieren
| Turnier1                   | 2014 | 2013  | 2012  | 2011  | 2010  | 2009  | 2008  | 2007  | 2006  | 2005 | 2004 | 2003 | 2002 | 2001 | 2000 | Gesamt  |
| -------------------------- | ---- | ----- | ----- | ----- | ----- | ----- | ----- | ----- | ----- | ---- | ---- | ---- | ---- | ---- | ---- | ------- |
| Australian Open            | 2R   | 1R    | VF    | 1R    | 1R    | 2R    | AF    | 1R    | –     | –    | –    | –    | –    | –    | –    | VF      |
| French Open                | 1R   | AF    | 2R    | AF    | 1R    | AF    | 2R    | 1R    | 1R    | –    | –    | –    | –    | –    | –    | AF      |
| Wimbledon                  | 1R   | –     | 2R    | HF    | 1R    | AF    | AF    | AF    | 1R    | –    | –    | –    | –    | –    | –    | HF      |
| US Open                    | –    | 2R    | 1R    | 1R    | AF    | 1R    | VF    | 1R    | 2R    | –    | –    | –    | –    | –    | –    | VF      |
| Gewonnene Doppel-Titel     | 0    | 2     | 0     | 0     | 1     | 1     | 1     | 0     | 0     | 0    | 0    | 0    | 0    | 0    | 0    | 5       |
| Gesamt-Siege/-Niederlagen2 | 8:19 | 19:20 | 20:26 | 38:27 | 27:27 | 32:26 | 24:24 | 10:18 | 13:15 | 0:0  | 0:0  | 0:0  | 0:0  | 0:0  | 0:0  | 191:202 |
| Jahresendposition          | 132  | 50    | 50    | 23    | 49    | 33    | 27    | 42    | 50    | 132  | 243  | 506  | 239  | 647  | 697  | N/A     |

Zeichenerklärung: S = Turniersieg; F, HF, VF, AF = Einzug ins Finale / Halbfinale / Viertelfinale / Achtelfinale; 1R, 2R = Ausscheiden in der 1. / 2. Hauptrunde bzw. Q1, Q2 = Ausscheiden in der 1. / 2. Qualifikationsrunde
1 Turnierresultat in Klammern bedeutet, dass der Spieler das Turnier noch nicht beendet hat; es zeigt seinen aktuellen Turnierstatus an. Nachdem der Spieler das Turnier beendet hat, wird die Klammer entfernt.

2Stand: Karriereende